# PCM8
PCM8とは、日本のパーソナルコンピューター、X68000用の常駐型サウンドドライバー。制作は江藤啓(えとうひろし)。ハードウェアでは1チャンネルしかサポートしていないADPCM再生を、8チャンネルまでソフトウェアで合成して再生することが可能で、音量の調節も可能になっている。

## 概要
コマンドライン上から「PCM8」と命令することで常駐可能。常駐解除には「PCM8 -R」と命令する。
ADPCMのチャンネルが1音から8音に向上することは、サウンドの品質の大幅な向上を意味し、MXDRVなどの演奏ドライバで盛んにサポートされた。ただし音階を付けることはできない。
リアルタイムで行われる音声の合成処理には通常、膨大な計算量を必要とするが、大容量のテーブルを用意することにより、当時のMC68000/10MHzという、現代から見れば非常に処理能力の低いCPUで実現を可能とした。
なお、後発規格に「PCM16」という、更に発音数を増大させたものがある。
PCM8 + MXDRV の再生環境は広く普及し、現在でもWindows環境でエミュレーションを行う事により、当時の楽曲データを楽しむことが可能である。

## その他
作者の江藤啓は1993年に、26歳の若さで他界している。

## 参考資料
- リアルタイム・ADPCM多重再生ドライバー "PCM8" 技術資料 江藤 啓 1991